# Jagatpur Theh
Jagatpur Theh (em panjabi: ਜਗਤਪੁਰ ਤੇਹ) é uma aldeia localizada no distrito de Shaheed Bhagat Singh Nagar, no estado de Punjab, na Índia. Está localizado a 15 (9,3 mi) quilômetros de Banga, 10 (6,2 mi) quilômetros da cidade de Phagwara, 26 quilômetros (16 mi) do distrito Shaheed Bhagat Singh Nagas e 119 quilômetros (74 mi) da capital do estado, Chandigarh. A aldeia, assim como as demais indianas, é governada por um sarpanch, eleito democraticamente pela maioria da população residente no assentamento.

## Demografia
Segundo o relatório publicado pelo Censo da Índia de 2011, a aldeia Jagatpur Theh é composta por um total de 6 casas e a população total é de 28 habitantes, dos quais 12 são do sexo masculino e 16, do sexo feminino. O nível de alfabetização da aldeia é 77.78% maior que a média do estado, a qual é de 75.84%. Apenas um habitante do assentamento indiano tem menos de 6 anos.
Conforme constatação do Censo daquele ano, 10 pessoas exercem seu trabalho fora da aldeia; dessas, 8 são homens e 2 são mulheres. O levantamento do governo também consta que todos os trabalhadores (100%) da região ocupam um serviço como trabalho formal e único.

## Educação
Na aldeia, não há nenhuma escola, e os estudantes precisam ir a outras aldeias para estudar; muitas dessas aldeias estão distantes por dez quilômetros. Nas proximidades, destaca-se a Lovely Professional University a 18,5 (11,5 mi) quilômetros. Outras instituições de ensino também representam papel importante na região: Guru Nanak Mission Public, Sat Modern Public, K.C. Public, Haila, Baba Karam Singh Public, Guru Ram Dass Public e U.K. Model High School.

## Transporte
A estação de trem mais próxima de Jagatpur Theh é Banga; no entanto, a estação principal, Phagwara, está a 10 quilômetros (6,2 mi) de distância. O aeroporto mais perto é Sahnewal, localizado a 60 quilômetros, e o aeroporto internacional mais próximo é o Sri Guru Ram Dass Jee, a 127 quilômetros.